# Gurah (Gurah)
Gurah is een bestuurslaag in het regentschap Kediri van de provincie Oost-Java, Indonesië. Gurah telt 4848 inwoners (volkstelling 2010).